# Jojo's Bizarre Adventure Diamond Is Unbreakable Chapitre 1
Pour plus de détails, voir Fiche technique et Distribution.
Jojo's Bizarre Adventure Diamond Is Unbreakable Chapitre 1 (ジョジョの奇妙な冒険 ダイヤモンドは砕けない 第一章, Jojo no kimyō na bōken: Daiyamondo wa kudakenai - dai isshō) est un film japonais réalisé par Takashi Miike, sorti en 2017.
Il est présenté au Festival international du film fantastique de Neuchâtel 2017 où il remporte le prix du public. 
C'est une adaptation de Diamond is Unbreakable qui est la quatrième partie du manga JoJo's Bizarre Adventure.

## Synopsis
Jotaro Kujo vient dans la ville de Morio afin de trouver son oncle, Josuke Higashikata, et le prévenir des dangers qui résident dans cette ville. Josuke va ainsi affronter plusieurs personnes dotées comme lui d'un pouvoir nommé Stand. 

## Fiche technique
- Titre : Jojo Bizarre Adventure Diamond Is Unbreakable Chapitre 1
- Titre original : ジョジョの奇妙な冒険 ダイヤモンドは砕けない 第一章 (Jojo no kimyō na bōken: Daiyamondo wa kudakenai - dai isshō?)
- Réalisation : Takashi Miike
- Scénario : Itaru Era d'après le manga de Hirohiko Araki
- Musique : Kōji Endō
- Pays d'origine :  Japon
- Langue originale : japonais
- Format : couleurs - 35 mm
- Genre : action, aventure, fantastique
- Durée : 118 minutes[2]
- Date de sortie :
  - Suisse : 2 juillet 2017 (Festival international du film fantastique de Neuchâtel 2017)
  - Japon : 4 août 2017[2]

## Distribution
- Ryūnosuke Kamiki : Koichi Hirose
- Nana Komatsu : Yukako Yamagishi
- Jun Kunimura : Ryohei Higashikata
- Takayuki Yamada : Anjuro Katagiri
- Kento Yamazaki : Josuke Higashikata
- Yūsuke Iseya : Jotaro Kujo
- Mackenyu : Okuyasu Nijimura
- Masaki Okada : Keicho Nijimura
- Shinta Nitta : Yoshikage Kira
- Arisa Mizuki : Tomoko Higashikata

## Récompense
- Prix du public au Festival international du film fantastique de Neuchâtel 2017.